# Djibouti
|  | Per a altres significats, vegeu «Djibouti (ciutat)». |

La República de Djibouti (àrab: جمهورية جيبوتي, Jumhūriyyat Jībūtī; francès: République de Djibouti) és un estat de l'Àfrica oriental. Limita al nord amb Eritrea, a l'oest i al sud amb Etiòpia i amb Somàlia al sud-est. A l'est està banyat pel mar Roig i el golf d'Aden, i separat de la costa del Iemen, a la península d'Aràbia, per l'estret de Bab al-Màndeb, de només 20 quilòmetres d'amplada. La capital n'és Djibouti, port important situat a la costa meridional del golf de Tadjoura o Tadjourah, amb 390.000 habitants. Djibouti és un país musulmà que regularment pren part en les reunions de països islàmics i àrabs.

## Història
La història de Djibouti, registrada en la poesia i cants dels seus pobles nòmades, es remunta milers d'anys enrere a un temps en què els habitants d'aquestes terres comerciaven pells per perfums i espècies d'Egipte, de l'Índia i la Xina. És a través dels contactes estrets amb la península aràbiga per més de 1.000 anys, com les tribus somalis i àfars en aquesta regió es van convertir en un dels primers pobles en el continent africà a acceptar l'islam.
L'àrea de Djibouti ha estat ocupada per diverses ètnies i influïda principalment per dues cultures: l'etíop i l'àrab. Actualment, els àfars o danakil als dos terços septentrionals del territori i la parcialitat somali dels issa al terç meridional coexisteixen conflictivament en aquest petit estat. Aquestes ètnies tenien contactes comercials regulars amb els àrabs des de temps remots i van adoptar l'islam com a religió.
Al segle xix, l'antic establiment d'Obock (comprat el 1857) va donar nom al territori entre 1883 i 1894 amb el port francès i el protectorat (soldanat de Tadjoura, soldanat de Rageita, soldanat de Gohad). Fou després colònia francesa amb el nom corrent de Somàlia Francesa i formal de Costa Francesa dels Somalis fins al 1967. El seu primer governador va ser Léonce Lagarde.
L'agost de 1966 el president francès Charles de Gaulle va visitar el territori i es van produir manifestacions en favor de la independència. El governador Rene Tirant fou destituït i nomenat Louis Saget, que va anunciar la convocatòria d'un referèndum, que es va celebrar el març de 1967, i en el qual el 60% es va decantar per mantenir la sobirania francesa. El 1967, el nom va ser canviat pel de Territori Francès dels Àfars i dels Isses. El 27 de juny de 1977, se li va concedir la independència com a Djibouti. El seu primer president va ser Hassan Gouled Aptidon, que va governar fins al 8 de maig de 1999.
Des de la independència, els estats veïns van renunciar a les reclamacions sobre el territori, tanmateix una guerra civil liderada per rebels àfars en els primers anys de la dècada del 1990 va ser aturada per un acord de pau el 1994. Els enfrontaments entre Afars i Somalis van reprendre's el 2014 en tres kebeles especials habitats per somalis ètnics del clan Issa.

## Govern i política

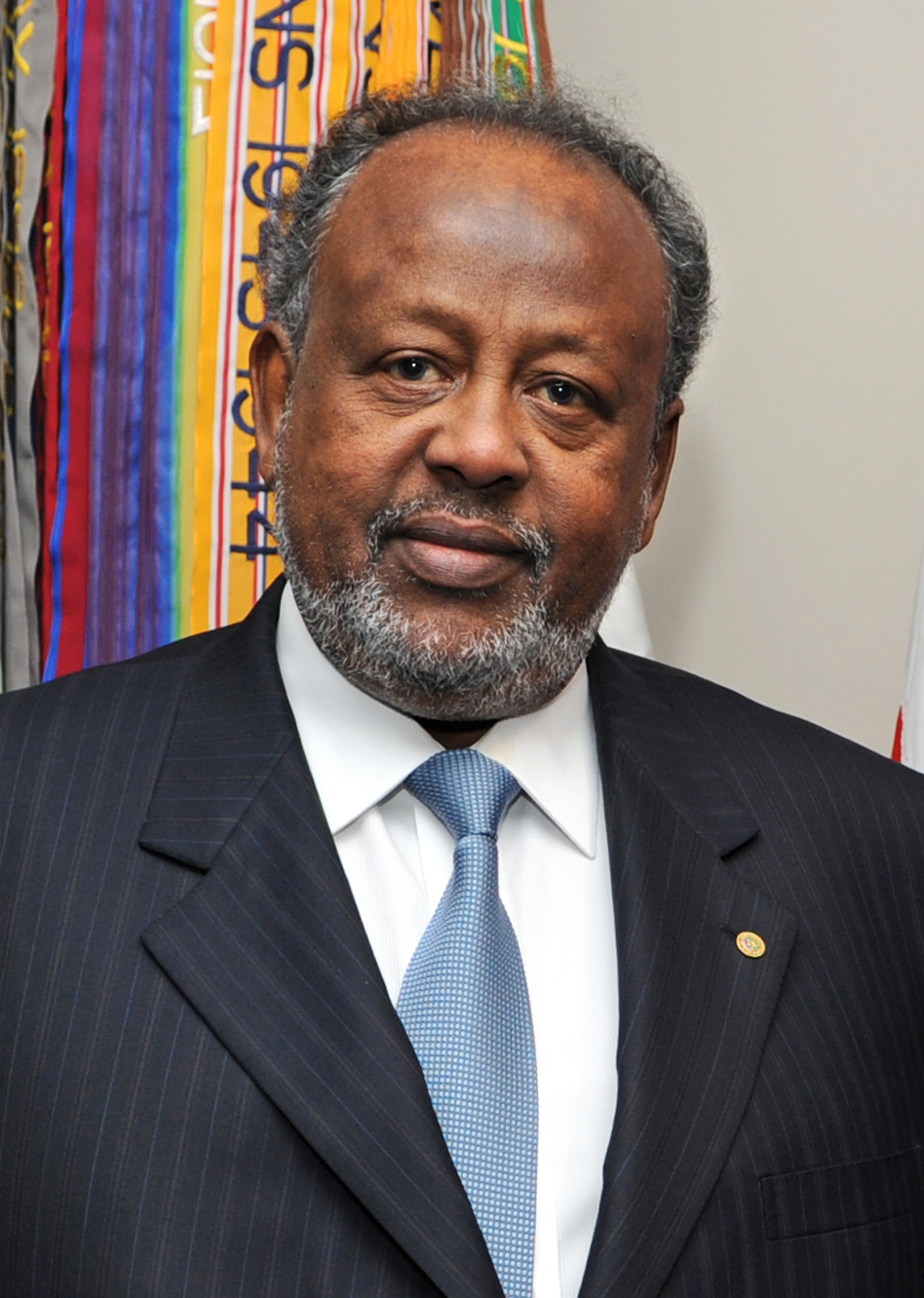
El president de Djibouti, Ismail Omar Guelleh.

Djibouti és una república semipresidencialista on el poder executiu recau al govern i el poder legislatiu al govern juntament al parlament. El president és el cap d'estat i nomena a un Primer Ministre com a cap de govern. La Cambra de diputats de Djibouti, el parlament del país, està formada per 65 membres.
La política de Djibouti està completament dominada per la Concentració Popular pel Progrés, que governa des de 1977. El president actual és Ismail Omar Guelleh, en el lloc des de 1999 i re-electe en2005, 2011, 2016 i 2021, en eleccions boicotejades per l'oposició, que denuncia irregularitats. Al començament de 2011, va haver-hi massives protestes a la capital per exigir la renúncia del president Guelleh, en un clar efecte contagi de les revolucions reeixides de Tunísia i Egipte.
Djibouti manté bones relacions amb els països Occidentals, així com amb les altres nacions musulmanes. És membre de la Unió Africana (UA), l'Organització de les Nacions Unides (ONU), la Lliga d'Estats Àrabs, del Mercat Comú d'Àfrica Oriental i Austral (COMESA), l'Autoritat Intergovernamental sobre el Desenvolupament d'Àfrica Oriental (IGAD), entre d'altres. En anys recents, ha estat la destinació de centenars de refugiats provinents de països veïns, principalment Somàlia. En 2007 hi havia 8642 ciutadans somalis en qualitat de refugiats vivint al país.

### Drets humans
En matèria de drets humans, respecte a la pertinença en els set organismes de la Carta Internacional de Drets Humans, que inclouen al Comitè de Drets Humans (HRC), Djibouti ha signat o ratificat el Pacte Internacional dels Drets Econòmics, Socials i Culturals, el Pacte Internacional de Drets Civils i Polítics, la Convenció sobre l'eliminació de totes les formes de discriminació contra la dona, la Convenció contra la tortura i altre tractes o penes cruels, inhumanes o degradants, i la Convenció sobre els drets de l'infant.

## Organització polític-administrativa

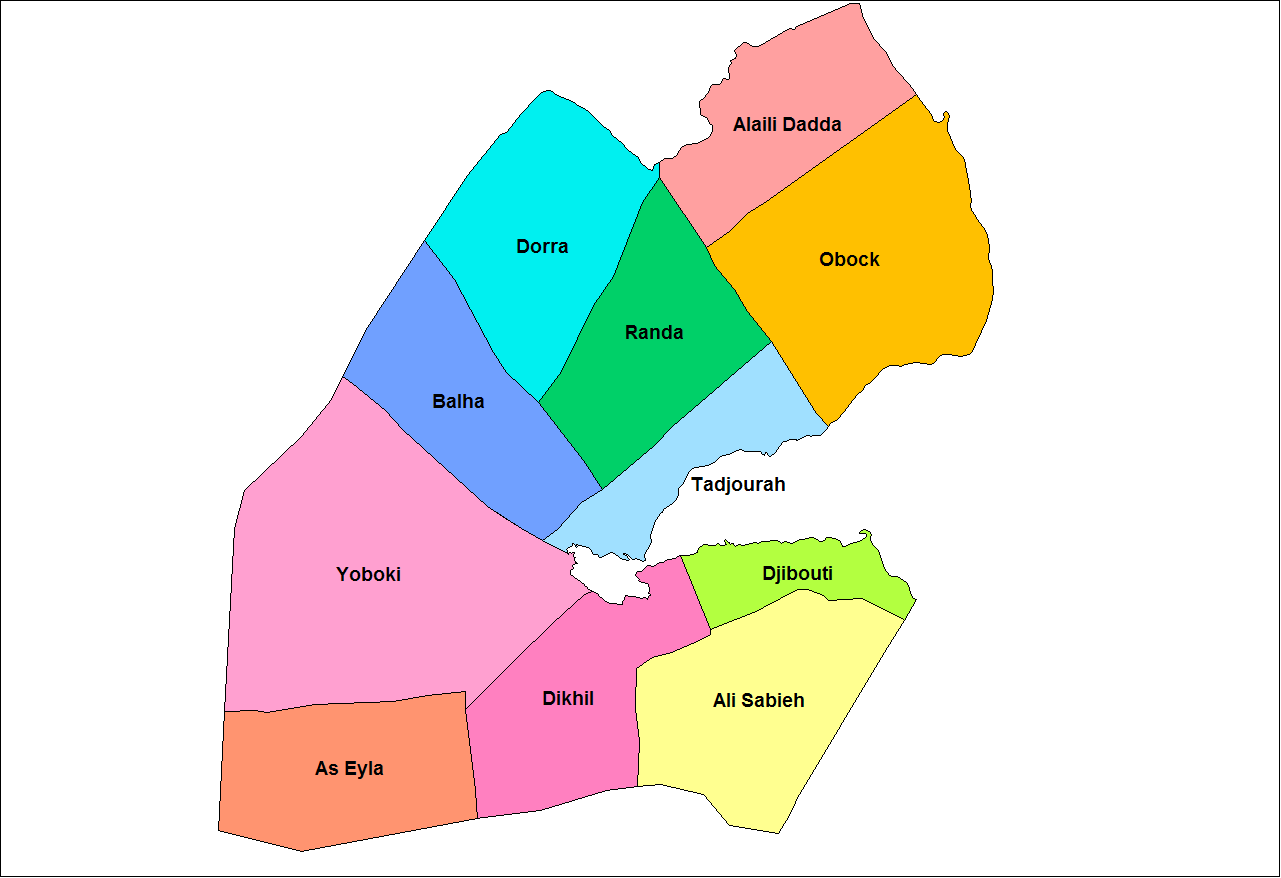
Districtes de Djibouti.

Djibouti està dividit en cinc regions i una ciutat. Alhora, aquestes regions se subdivideixen en onze districtes, alguns dels quals abasten diverses regions. Cada regió, cada districte i qualsevol altre govern menor és autònom davant la llei.
Les regions i la ciutat són:
1. Ciutat de Djibouti.
2. Regió d'Arta.
3. Regió d'Ali Sabieh.
4. Regió de Dikhil.
5. Regió de Tadjoura.
6. Regió de Obock.

Els onze districtes són:
1. Districte d'Alaili Dadda.
2. Districte d'Ali Sabieh.
3. Districte d'As Eyla.
4. Districte de Balha.
5. Districte de Dikhil.
6. Districte de Djibouti.
7. Districte de Dorra.
8. Districte d'Obock.
9. Districte de Randa.
10. Districte de Tadjourah.
11. Districte de Yoboki.

## Geografia

Divisió administrativa de Djibouti

Mapa de Djibouti

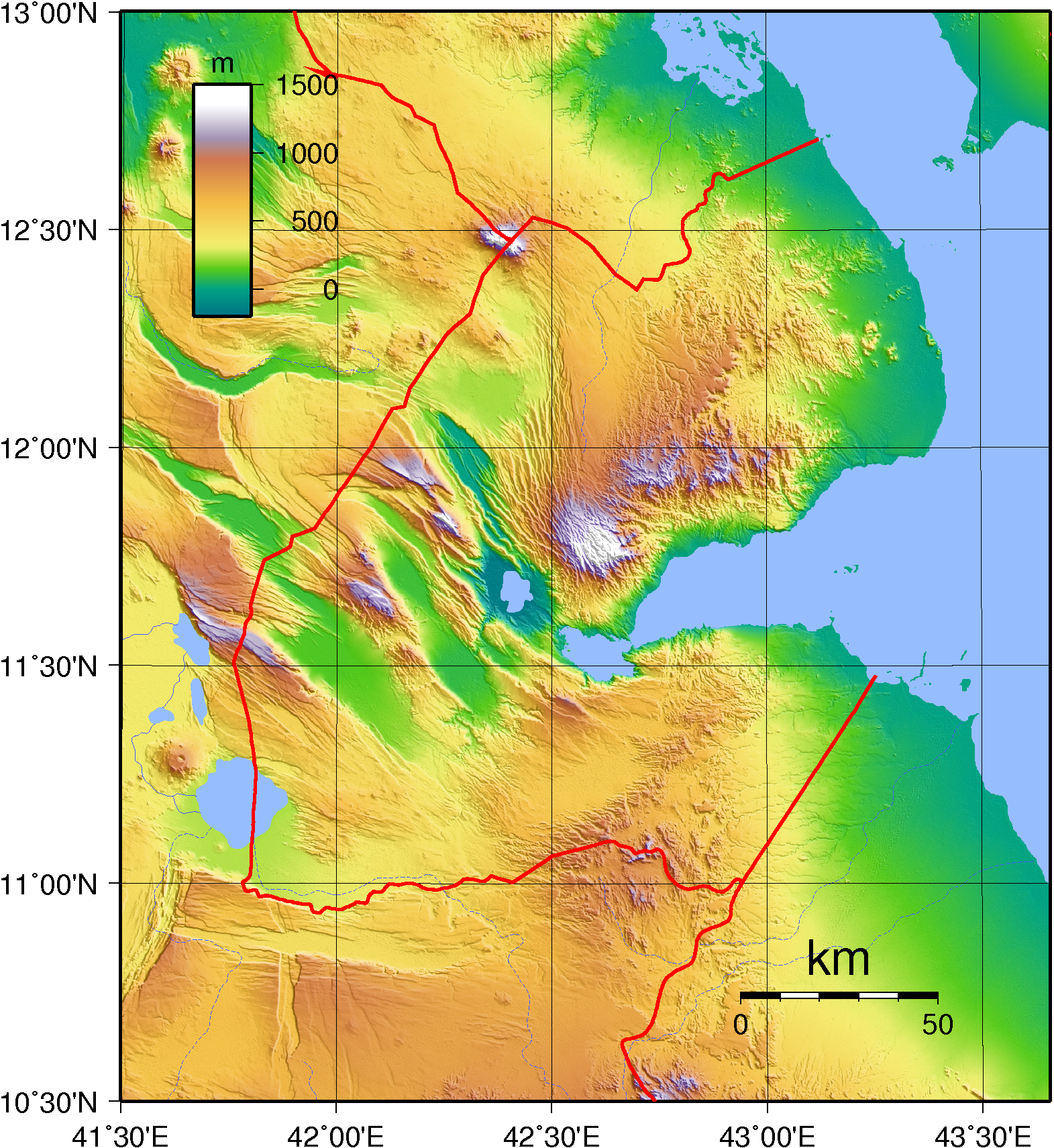
Mapa topogràfic de Djibouti

La població es divideix en dos grans grups ètnics, els somalis i els àfars, ambdós de majoria musulmana, que tenen les seves llengües pròpies, malgrat que els idiomes oficials siguin l'àrab i el francès. El SIL International ha llistat un total de cinc llengües a l'estat:
- àfar: 300.000 parlants a Djibouti, sobretot a la costa de la mar Roja
- àrab estàndard (llengua oficial)
- àrab dialectal, dialecte de Taizz i Aden: 52.000 parlants a Djibouti
- francès: 15.400 persones el tenen com a primera llengua a Djibouti
- somali: 291.207 parlants a Djibouti

A més a més, també hi ha unes 1.600 persones que tenen el grec com a primera llengua.
L'economia de Djibouti es basa en el sector serveis. El clima extremadament sec fa que la població pateixi onades de fam i que el país depengui fortament de l'exterior. El principal problema hi és l'atur, que s'apropa al 50% de la població i que va créixer pels conflictes interns i els refugiats de les guerres de països veïns. Internacionalment, Djibouti és força actiu dins la Comunitat Econòmica Africana.

### Ecologia
Tot el territori de Djibouti s'engloba en l'Ecoregió anomenada prats i matolls xeròfils etíops, excepte la franja costanera més septentrional, en l'estret de Bab el-Màndeb, que correspon al desert costaner d'Eritrea.

## Economia
L'economia de Djibouti està basada principalment en serveis relacionats amb la localització estratègica del país i la seva condició de Zona de Lliure Comerç en el nord-est africà. Dos terços dels seus habitants habiten la ciutat capital, amb el terç restant compost principalment per pastors nòmades. La reduïda precipitació limita la producció de productes agrícoles, per la qual cosa la majoria dels aliments han de ser importats.
Hi ha molt pocs recursos naturals, encara que estan molt ben aprofitats, ja que des del 2004 han proliferat les empreses d'esports d'aventures a la zona muntanyenca del país. Entre les activitats oferides a les zones desèrtiques es poden realitzar excursions en boogie, quad i camell. Hi ha una absència gairebé total de la indústria. Djibouti és, per tant, altament depenent en ajuda internacional per sostenir la seva balança de pagaments i finançar projectes de desenvolupament. La major ajuda internacional es rep de França, que representa un 40% del pressupost nacional. A canvi, França té la seva major base militar en territori estranger a Djibouti. El país també és un centre de subministrament de petroli.

## Demografia
Djibouti presenta una població de 988 002 habitants, 0-14 anys: 29%; 15-64 anys: 66%; +65 anys: 5%. Segons aquesta estadística, el 95% de la població és autòctona i el restant 5% està compost per blancs (d'origen francès i italià) i àrabs. Els idiomes oficials són el francès i l'àrab. L'esperança de vida és de 65 anys per als homes i de 69 per a les dones. La mitjana de fills per dona és de 2,79 (2010). El 80% de la població està alfabetitzada. En comparació d'altres països d'Àfrica, Djibouti està en part lliure de l'epidèmia de casos d'Infecció pel VIH i sida. Es calcula que el 2% de la població està infectada amb el virus del VIH, la majoria estrangers.

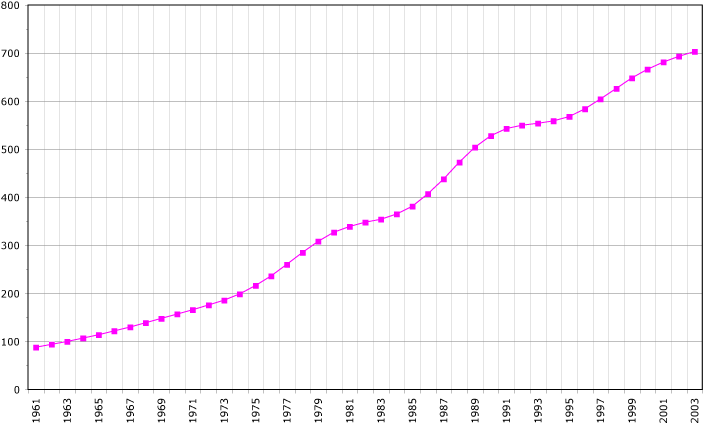
Evolució demogràfica

Djibouti allotja a nombrosos refugiats que emigren des de països veïns com Somàlia, Eritrea i Etiòpia. El camp d'Ali Adde és el principal lloc de recepció de refugiats del país; és el primer de la seva classe, i la seva administració es porta de forma conjunta pel govern de Djibouti, ONGs locals i dependències de l'Organització de les Nacions Unides. El camp està situat al districte d'Ali-Sabieh, uns 120 km. al sud-est de la ciutat capital de Djibouti. Actualment posseeix una població d'uns 10.000 refugiats.
- Taxa de naixements: 26,34 naixements/1.000 població (2010).
- Taxa de mortalitat: 8,53 morts/1.000 població (2010).
- Taxa de mortalitat infantil: 58,33 morts/1.000 naixements vius (2010).
- Expectativa de vida al naixement: 58,36 anys (2010).
- Expectativa de vida per sexe: Homes 57,93 anys, Dones 62,79 anys (2010).
- Taxa d'alfabetisme: Homes 70%, Dones 85%. (2010)[11]

### Educació

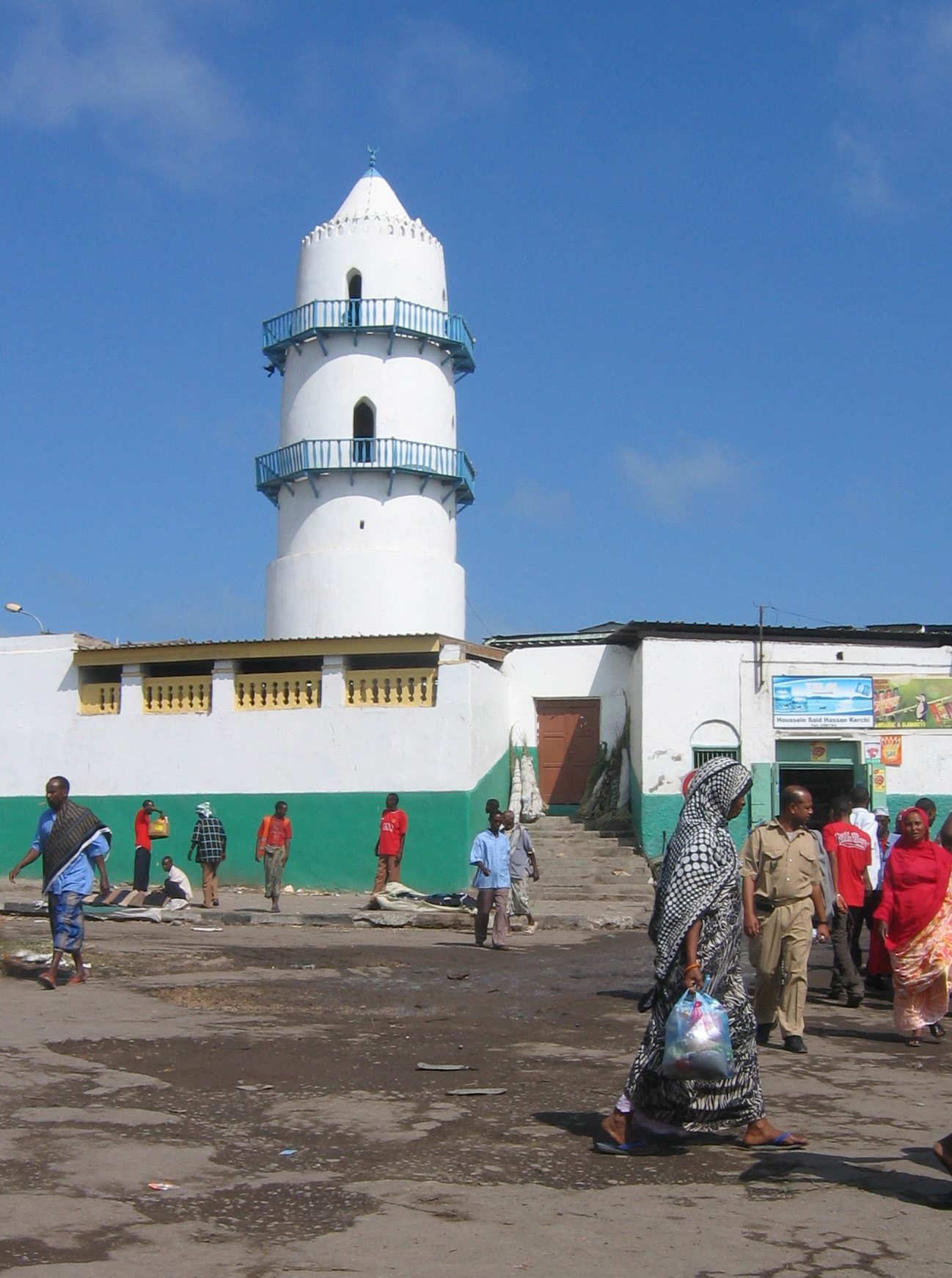
Mesquita Hamoudi a Djibouti capital.

L'educació a Djibouti està fortament influenciada per la francesa. Encara que el govern va posar tots els seus esforços a millorar l'educació del país durant els noranta, el sistema educatiu està encara per sota de les expectatives de la població i de les necessitats de desenvolupament de la nació.
Actualment hi ha 81 escoles primàries públiques, 24 escoles primàries privades, dotze escoles secundàries i dues escoles vocacionals a Djibouti.
La taxa de dones a l'escola és de tan sols el 21,9% i la taxa d'homes a l'escola se situava en el 29,0% en 2007.

### Salut
L'esperança de vida en néixer és d'uns 60 anys per a homes i dones. Hi ha una mitjana de 2,71 fills per dona. Al país hi ha al voltant de 18 metges per cada 100.000 persones.
Segons dades de l'ONU del 2010, la taxa de mortalitat de les mares en el part és de 300 per cada 100.000 naixements, sent que en 2008 era de 461,6 i en 1990 era de 606,5. La taxa de mortalitat infantil era de 95 per cada 1000 nascuts. El nombre de comares és de 6 per cada 1.000 naixements, sent que en 1993 era d'1, això demostra el gran risc de les mares embarassades.

## Cultura

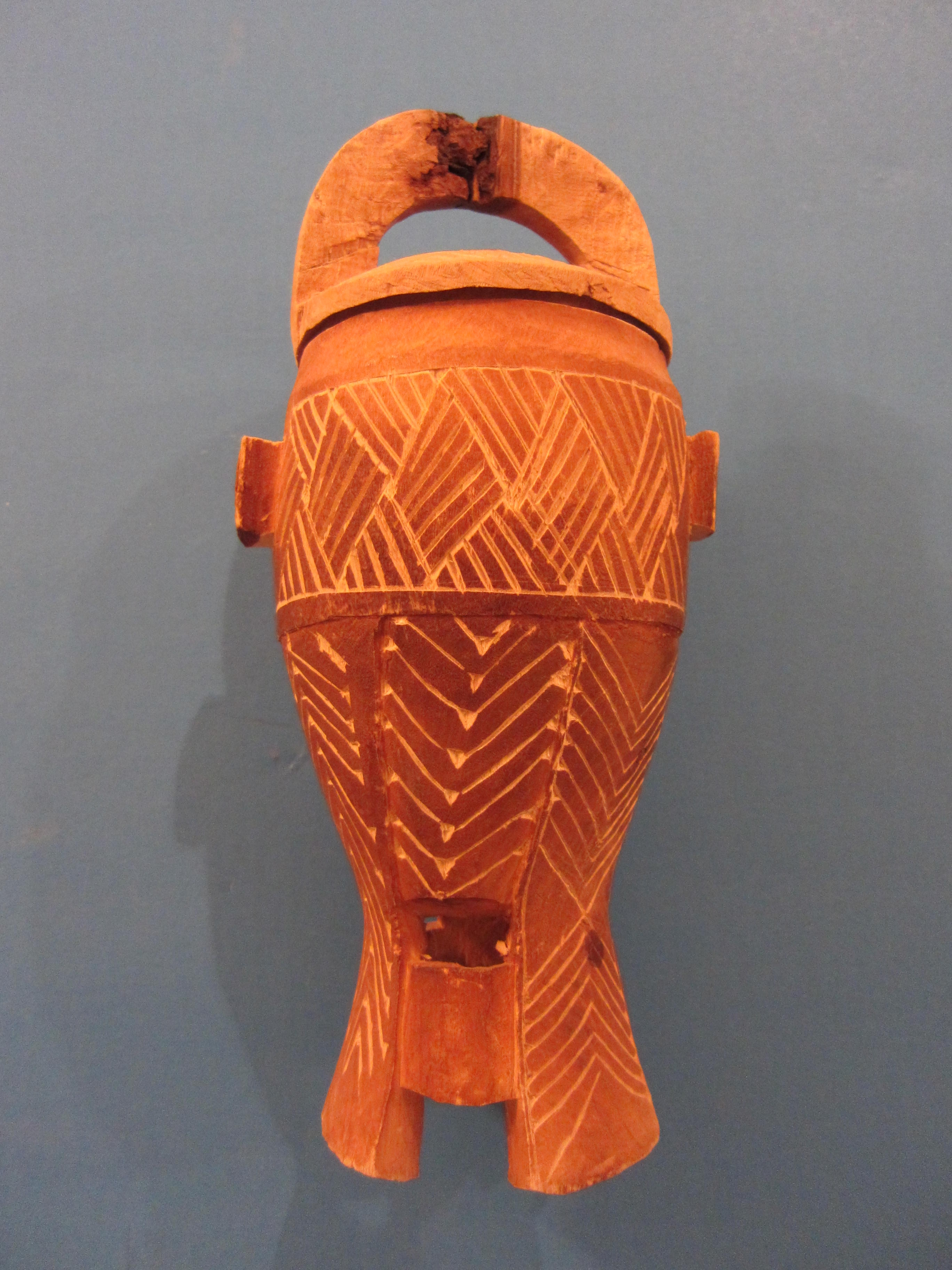
Gerro tradicional tallat en fusta procedent de la Regió de Tadjoura

La cultura de Djibouti és molt semblant a la dels seus veïns. A més la llarga dependència de França ha donat trets propis a la cultura djiboutiana. La cultura islàmica influeix molt, ja que la població és musulmana en un 94%, mentre que el percentatge de cristians és només del 6% i són principalment europeus. Quant a la música les majors influències provenen de la música etíop amb elements de música àrab. A Djibouti han nascut diversos escriptors de renom internacional, que escriuen generalment en francès, valguin com a exemples Mouna-Hodan Ahmed i Abdourahman Waberi, encara que aquest últim és considerat somali malgrat haver nascut a Djibouti.
Encara que el francès i l'àrab són els idiomes oficials, a més, el somali i l'afar estan molt estesos.

## Esport
- Djibouti als Jocs Olímpics.
- Selecció de futbol de Djibouti.
- Primera Divisió de Djibouti.